# Thoracantha anchura
Thoracantha anchura is een vliesvleugelig insect uit de familie Eucharitidae. De wetenschappelijke naam is voor het eerst geldig gepubliceerd in 1846 door Walker.